# Monocostus uniflorus
Monocostus es un género monotípico de plantas con flores perteneciente a la familia Costaceae. Su única especie: Monocostus uniflorus (Poepp. ex Petersen) Maas, Rev. Palaeobot. Palynol. 7: 37 (1968) es originaria del norte de Perú.

## Descripción
Es originaria del valle del río Huallaga (500-800 m), cerca de Tarapoto, Perú. Puede llegar a alcanzar los 45 cm de altura, produciendo hermosas flores de color amarillo con un labelo de gran tamaño. Se dice que las plantas que viven a temperaturas por encima de los 10 °C  continúan produciendo flores durante todo el año en las condiciones perfectas, que serían en invernadero con una niebla constante y temperatura cálida.

## Sinonimia
- Costus uniflorus Poepp. ex Petersen in C.F.P.von Martius & auct. suc. (eds.), Fl. Bras. 3(3): 58 (1890).
- Dimerocostus uniflorus (Poepp. ex Petersen) K.Schum. in H.G.A.Engler (ed.), Pflanzenr., IV, 46: 427 (1904).
- Monocostus ulei K.Schum. in H.G.A.Engler (ed.), Pflanzenr., IV, 46: 429 (1904).[1]